# Никольское (деревня, Рыбинский район)
В Рыбинском районе есть село Никольское, в Покровском сельском поселении. Деревня Никольское есть также в другом Волжском сельском поселении, Некоузского района Ярославской области.
Нико́льское — деревня в Волжском сельском округе Волжского сельского поселения Рыбинского района Ярославской области .
Деревня расположена в юго-восточной окрестности города Рыбинск, на левом, южном берегу реки Уткашь, притока Волги. Деревня стоит в устье небольшого левого притока, по его правому берегу. С другой стороны этого ручейка, западнее стоит деревня Зиновьево. Напротив Никольского и Зиновьево по правому берегу Уткаши стоит деревня Красный Пахарь. По восточной окраине Никольского и красного Пахаря в меридиональном направлении проходит дорога из Рыбинска к селу Аксёново, расположенного южнее на удалении около 1 км от левого берега Уткаши. Эта дорога пересекает Уткашь по мосту .
Село Никольское указано на плане Генерального межевания Рыбинского уезда 1792 года.
На 1 января 2007 года в деревне числилось 6 постоянных жителей . Почтовое отделение Ермаково-Первое обслуживает в деревне Никольское 21 дом .